# Katon Bagaskara
Katon Bagaskara (Magelang, Java Central; 14 de junio de 1966) es un cantante indonesio vocalista de la banda KLa Project, también participó en un trío de álbumes como solista junto a sus dos hermanos Andre Manika y Nugie. Además es esposo de la presentadora de televisión y actriz, Ira Wibowo.

## Biografía
Desde su infancia, ha demostrado su talento artístico inspirado en la poesía del amor. Su madre le animó y apoyó a desarrollar su talentos. La primera canción que cantó fue en un programa de televisión cuando cursaba todavía la escuela primaria. La canción fue compusta para conmemorar, a su abuelo que había fallecido. Katon compuso sus canciones gracias al piano que tocaba.

## Carrera musical
Inicialmente soñaba con ser diplomático. Por desgracia, de las circunstancias le obligaron a trabajar. En 1987, trabajó como tripulante de cabina en una compañía de aerolíneas Garuda de Indonesia. El alma del arte en la música lo llevaba en sí mismo. Pero finalmente, en 1988, con sus amigos, Lilo, Adi, y Ari, Gil formó la banda ELK proyecto.

## Vida personal
Katon se casó con Ira Wibowo el 28 de octubre de 1996. Antes de casarse con Ira, jamás estuvo casado anteriormente. Katon fue como soltero bendecido ya que él tiene una hija llamada, Chika Putri Bagaskara (nacida el 9 de junio de 1993). En su matrimonio con Ira tuvieron otros dos hijos llamados, Andhika Radya Bagaskara (nacido el 28 de agosto de 1997), y Mario Arya Bagaskara (nacido el 28 de agosto de 2002).